# Montreux Jazz Festival 1967
Das Montreux Jazz Festival 1967 war die erste Ausgabe des Montreux Jazz Festival. Es fand von Freitag, dem 16. Juni, bis Sonntag, den 18. Juni 1967, mit 15 Auftritten europäischer und amerikanischer Jazzgruppen statt. Wichtigster Spielort war der Kursaal des Casinos von Montreux.

## Geschichte
Nachdem das Fremdenverkehrsamt von Montreux zuvor bereits erfolgreich mit den Fernsehanstalten, etwa bei Rose d’Or, zusammengearbeitet hatte, ermöglichte es dessen Leiter, Raymond Jaussi, dass Claude Nobs, René Langel und Géo Voumard ein Jazzfestival veranstalteten, das stilistisch vom Dixieland Jazz bis zum Modern Jazz und Free Jazz reichte und von der Europäischen Rundfunkunion unterstützt wurde. Deren Mitgliedsanstalten aus Belgien, Bulgarien, Dänemark, Finnland, Frankreich, Italien, Norwegen, Schweden, Ungarn, der Bundesrepublik Deutschland und der Schweiz schickten jeweils Bands als Repräsentanten ihrer Länder. Nobs hatte auf dem Festival von Antibes 1966 Charles Lloyd mit seinem neuen Quartett gehört und nach Montreux eingeladen.
Insgesamt traten 90 Musiker auf. Die Aufzeichnung einzelner Konzerte übernahm das Radio Suisse Romande; beim Galaabend im Lido-Club des Casinos wurde vom RSR-Techniker Pierre Grandjean der Auftritt von Lloyd und seiner Band mitgeschnitten.
Die Jury vergab den Preis der Stadt Montreux für die beste Band an das Jazz Ensemble des Bayerischen Rundfunks. Zweite Preise erhielten das Gilbert Holmströms Sextet und das Babs Robert Quartet. Als beste Solisten zeichnete Radio Suisse Romande Don Menza und Dusko Goykovich aus; weitere Solistenpreise erhielten der Klarinettist Reynold Gysin (im «challenge Benny Goodman») sowie die Schlagzeuger Esko Rosnell und Kurt Bong. Für die beste Schlagzeugbegleitung wurde Robert Pernet ausgezeichnet. Den Preis der Kritiker der Jazzmagazine erhielt die Gruppe Jazz Focus ’65. Der Auftritt des Quartetts von Charles Lloyd galt als Höhepunkt des Festivals.

## Gruppen (alphabetisch)
- Bjørn Johansens Sekstet (mit Bent Steen, Frode Thingnæs, Roy Hellvin, Erik Amundsen, Jon Christensen)
- Charles Lloyd Quartet (mit Keith Jarrett, Ron McClure, Jack DeJohnette)
- Dick Husum’s Quartet (mit Kjeld Jul Nielsen, Ib Lund Nielsen, Finn Fredriksen)
- Gilbert Holmströms Sextet (mit Lars Löfstedt, Pider Avall, Clas Fehling, Lars-Urban Helje, Anders Söderling)
- Jazz Ensemble de la Radio et Télévision Hongroise (mit Geza Söptei, Ferenc Virag, Imre Zsoldos, Deszö Selenyi, Balázs Berkes, András Dan)
- Jazz Ensemble des Bayerischen Rundfunks (mit Baby Agnew [d. h. Dusko Goykovic], Rudi Fuesers, Don Menza, Olaf Kübler, Jan Konopasek, Pepsi Auer, Branko Pejakovic, Kurt Bong)
- Jazz Focus ’65 (mit Simeon Schterev, Milcho Leviev, Liubomir Mitsov, Peter Slavov)
- Les Tin Pan Stompers (mit Jacques Bonnet-Dupeyron, Alain Bouchet, Jean-Paul Vögelin, Jean-Pierre Dechaume, Jean-Marie Bonnet-Dupeyron, Gerard Bagot)
- Old School Band (mit Jacques Lucas, Marc Moret, Reynold «Pops» Gysin, Francois Pesse, Jean-Claude Pesse, Arnold Hoffmaenner, Anthony Ringrose)
- Paul Thommen Big Band (mit u. a. Pierre Favre)
- Santucci Scoppa Quintet (mit Cicci Santucci, Enzo Scoppa, Amedeo Tommasi, Giovanni Tommaso, Franco Tonani)
- Sir Charles Thompson (solo-Piano)
- Studio de Jazz (Laco Déczi, Karel Krautgartner, Karel Růžička, Luděk Hulan, Ivan Dominak)
- The Babs Robert Quartet (mit Johnny Brouwers, Paul Dubois, Robert Pernet)
- The Esa Pethman Quintet (mit Ilkka Karumo, Matti Konttinen, Pekka Sarmanto, Esko Rosnell)

## Plakat
Das Budget für die erste Festivalausgabe war klein. Ein Plakat wurde damals nicht entworfen. Erst zehn Jahre später wurde der Titel des Programmhefts zum Plakat modifiziert. Die Gestaltung ist schlicht gehalten und stammt von Roger Bornand, der auch das Plakat für das Folgejahr entwarf. Er verwendete eine Fotografie von Giuseppe Pino (1940–2022), die auf dem Titel des Programmhefts abgedruckt war. Pino blieb dem Festival lange als Fotograf verbunden. Der Italiener lebte später lange in New York und portraitierte insbesondere zahlreiche Jazz-Grössen.
Das Foto zeigt den Saxophonisten Charles Lloyd beim Musizieren – oder vor allem sein Saxophon, von weit unten aufgenommen. Das Plakat ist in Schwarz-Weiss gehalten mit einem schwarzen Hintergrund. In der Ecke oben links über dem Musiker steht der weisse Schriftzug «Festival du Jazz Montreux», in der rechten oberen Ecke das Datum der Veranstaltung.

## Diskographie
- Charles Lloyd Quartet: Montreux Jazz Festival 1967 (TCB 2019)